# Морін Данлоп де Попп
Морін Адель Чейз Данлоп де Попп (англ. Maureen Adele Chase Dunlop de Popp; 1920—2012) — англо-аргентинська льотчиця, літала у Британському допоміжному авіатранспортному підрозділі (ATA) під час Другої світової війни . Стала відома фотографіями пін-ап на обкладинці журналу Picture Post.

## Раннє життя
Данлоп народилася в Кільмесі, поблизу Буенос-Айреса, 26 жовтня 1920 року. Її батьками були австралійський управитель ферми Ерік Чейз Данлоп, який пішов добровольцем до Королівської польової артилерії під час Першої світової війни, а потім працював у британській компанії управителем вівчарських ферм у Патагонії площею 250 тис. га, та його дружина Джесімін Мей Вільямс. У Морін була старша сестра Джоан і молодший брат Ерік.
Освіту здобула в основному від своєї гувернантки, а також відвідувала коледж Святої Хільди в Урлінгемі (провінція Буенос-Айрес).
Під час канікул в Англії в 1936 році Данлоп брала уроки пілотування. Після повернення до Аргентини вона датувала своє свідоцтво про народження заднім числом, щоб дозволили їй продовжити льотну підготовку і приєднатися до Аргентинського аероклубу.

## Друга світова війна
З початком війни Данлоп вирішила підтримати британські війська. Щоб стати пілотом Допоміжного повітряного транспорту (ATA), жінкам-пілотам потрібно було мінімум 500 годин самостійного польоту, що вдвічі більше, ніж чоловікам. На початку 1942 року Данлоп і її сестра Джоан перетнули Атлантичний океан на кораблі.
Її сестра приєдналася до ВВС, а Морін у квітні 1942 року приєдналася до ATA, ставши однією зі 164 жінок-пілотів у роки війни. Вона налітала 800 годин і була навчена керувати 38 типами літаків, включно з Spitfire, Mustang, Typhoon, і типами бомбардувальників, включно з Wellington.
Пізніше вона заявила, що її улюбленою маркою літаків був De Havilland Mosquito. Спочатку її приєднали до поромного пулу № 6 на авіабазі Раткліфф-он-Врік поблизу Лестера, потім перевелася до жіночого поромного пулу в Гамблі (Саутгемптон), яким керувала Марго Гор.
Вона час від часу здійснювала аварійні посадки; один раз після того, як кабіна її Spitfire відлетіла після зльоту, а іншим разом приземлилася в полі після того, як двигун Fairchild Argus відмовив у повітрі.
Знімок Данлоп розміщений на першій сторінці журналу Picture Post у 1944 році. Її сфотографували, коли вона сходила з кабіни літака Fairey Barracuda, поправляючи волосся. Фотографія доводила, що жінки можуть бути безстрашними, а також гламурними та були невід'ємною частиною війни.

## Після війни
Після закінчення військових дій Данлоп отримала кваліфікацію інструктора з пілотування в аеропорту Лутон, а потім повернулася до Аргентини. Там вона навчала пілотів і літала для ВПС Аргентини, а також працювала комерційним пілотом. Пізніше Данлоп стала партнером компанії авіатаксі, продовжуючи активно літати до 1969 року.
У 1955 році вона вийшла заміж за румунського дипломата у відставці Шербана Віктора Поппа після зустрічі з ним на вечірці британського посольства в Буенос-Айресі. Подружжя мало сина та двох доньок, які виросли на конезаводі Milla Lauquen Stud. У 1973 році сім'я переїхала в Норфолк в Англії, щоб розводити чистокровних арабських коней. Її чоловік помер у 2000 році.
У 2003 році Данлоп була однією з трьох жінок-пілотів ATA, які отримали нагороду Гільдії авіапілотів і аеронавігаторів. Іншими двома жінками-пілотами були Летіс Кертіс і Даяна Барнато Вокер.